# Ensis myrae
Ensis myrae är en musselart som beskrevs av S. S. Berry 1953. Ensis myrae ingår i släktet Ensis och familjen knivmusslor. Inga underarter finns listade i Catalogue of Life.